# Palo (album)
Palo è l'ottavo album discografico in studio del gruppo musicale melodic death metal finlandese Kalmah, pubblicato il 6 aprile 2018.

## Tracce
1. Blood Ran Cold – 5:05
2. The Evil Kin – 4:15
3. The World of Range – 4:30
4. Into the Black Marsh – 4:19
5. Take Me Away – 4:48
6. Paystreak – 4:55
7. Waiting in the Wings – 4:20
8. Through the Shallow Waters – 4:24
9. Erase and Diverge – 4:12
10. The Stalker – 5:17

## Formazione
- Antti Kokko - chitarra solista
- Pekka Kokko - voce, chitarra ritmica
- Timo Lehtinen - basso
- Janne Kusmin - batteria
- Veli Matti Kananen - tastiera